# بند دروازه
بقایای بند دروازه مربوط به دوره ساسانیان است و در ۶ کیلومتری غرب و جنوب غرب فسا، دامنه کوه گچ واقع شده و این اثر در تاریخ ۲۶ اسفند ۱۳۸۶ با شمارهٔ ثبت ۲۱۸۴۳ به‌عنوان یکی از آثار ملی ایران به ثبت رسیده است.